# Samuel Blanquet
Pour les articles homonymes, voir Blanquet.
Samuel Blanquet, né le 28 août 1686 à Serverette et mort le 26 mai 1751 à Mende, est un médecin et un homme politique français, un naturaliste et un précurseur de la spéléologie physique française.

## Biographie
Né le 28 août 1686, dans le village de Serverette en Lozère, Samuel Blanquet est le fils de Jean Blanquet, marchand, futur receveur des tailles du diocèse de Mende et d'Anne Guyot. Il est baptisé dans la religion catholique le 2 septembre suivant, quelques mois seulement après que ses parents aient abjuré le protestantisme, lors de la révocation de l'édit de Nantes. Sa grande précocité intellectuelle conduit son père à confier son éducation aux jésuites du collège de Clermont, puis de Saint-Flour, où il soutient, très jeune, ses thèses générales de philosophie. À l'exemple de son grand-père maternel, Gabriel Guyot, Samuel Blanquet s'oriente vers la médecine et intègre le collège Saint-Mathieu, à Montpellier. Il soutient sa thèse en 1711 : An venenum tarentulae, scorpionis, viperae et canis rabidi primario spiritus animilis inficiat.
Après la fin de ses études, Samuel Blanquet s'installe dans sa région natale, à Mende. En 1717, l'assemblée des Trois-Ordres de la province du Gévaudan lui demande de « faire  l'examen des eaux minérales du diocèse et de donner au public un avis de leurs propriétés, chacune en particulier. » Il publie le résultat de ses travaux un plus tard sous la forme d'un ouvrage de 72 pages in-8 intitulé Examen de la nature des eaux minérales qui se trouvent dans le Gévaudan.
Lors de l'épidémie de peste de 1720, les échevins de la ville de Mende décident d'allouer une somme de mille livres à Samuel Blanquet pour donner gratuitement des soins aux indigents. Celui-ci se consacre pleinement à sa mission ainsi que l'attestent les deux régents de la Faculté de médecine de Paris, les docteurs Le Moine et Bailly qui indiquent dans leur rapport du 10 novembre 1721 que « le courage et la fermeté de Monsieur Blanquet, médecin de Montpellier, égalent sa capacité et son mérite. »

## Activités spéléologiques
Parallèlement à sa carrière médicale, Samuel Blanquet entreprend l'exploration de plusieurs grottes du Gévaudan.
Malgré l'absence de routes, il effectue un voyage de soixante kilomètres avec quelques compagnons pour aller explorer trois grottes près de la ville de Meyrueis. La principale de ces grottes a pu être formellement identifiée grâce à l'étude du manuscrit original (rédigé en français et daté de 1732, pour 1731) retrouvé par Daniel André aux Archives Départementales de la Lozère ; il s'agit de la grotte de Nabrigas n°1, située dans les gorges de la Jonte; les deux autres sont la Chèvre et la Vigne (visibles depuis la grotte de Dargilan, en face sur le Causse Noir). Le texte manuscrit de Samuel Blanquet est titré : Lettre de Mr Blanquet docteur en Medecine de la faculté de Montpellier, de l'academie des sciences et belles Letres et medecin du roy et aussi de l'academie des sciences et belles Letres de Beziers. Sur une eau qui se change en pierre; il comporte 11 pages.
Il consigne en 1731 les premières considérations scientifiques relatives à la spéléologie physique.
Il formule notamment une explication de la genèse des concrétions qui est relativement juste et plus correcte que celle de son contemporain Joseph Pitton de Tournefort.
Par contre, il ne conteste pas les théories que l'on sait aujourd'hui erronées, sur la formation des fontaines.

## Œuvres
- Examen de la nature et des vertus des eaux minérales qui se trouvent dans le Gévaudan, 1718, in-8
- Lettre de Monsieur Blanquet, docteur en médecine de la faculté de Montpellier, employé dans le Gévaudan pour les maladies pestilentielles, écrite à Monsieur Dodart, premier médecin du Roy, au sujet de la peste, Paris, imprimerie J. Quillau, 1722
- Discours pour servir de plan à l'histoire naturelle du Gévaudan, 1730, in-4
- Epistola de aqua quae in saxa obrigeseit, Mende, 1731, in-4

## Sources et références
- « Les grandes figures disparues de la spéléologie française », Spelunca (Spécial Centenaire de la Spéléologie), no 31,‎ juillet-septembre 1988, p. 25-26
- Damien Delanghe, Médailles et distinctions honorifiques (document PDF), in Les Cahiers du CDS no 12, mai 2001.
- Association des anciens responsables de la fédération française de spéléologie : In Memoriam.
- Daniel André, « Les grottes de Meyrueis et l'origine de la spéléologie, les observations de naturalisme du docteur Samuel Blanquet » in La Revue du Gévaudan, 1987.
- Daniel André, « L’étude des concrétions des grottes de Meyrueis au XVIIIe siècle par Samuël Blanquet » in Grands Causses Spéléologie, Annales du XIème Rassemblement des Spéléologues Caussenards, 2003, p.11-22
- François Permezel, Samuel Blanquet, médecin naturaliste (1686-1751), 2012.